# Islote Bárbara
El islote Bárbara o Santa Bárbara es la mayor y más septentrional de las islas Debenham, ubicadas frente a la costa oeste de la costa Fallières de la península Antártica.
Está situado inmediatamente al noreste del islote Barry/San Martín y al noreste de la isla Millerand, en aguas de la bahía Margarita. Hacia 1969, el glaciar Nordeste había avanzado para cubrir la mitad de la isla, y en 1972, el HMS Endurance notó que el glaciar había avanzado sobre la mayor parte de la isla, integrándose por completo junto al continente.

## Toponimia
Su nombre fue colocado durante la Expedición Británica a la Tierra de Graham, bajo John Riddoch Rymill, quien utilizó la isla como base entre el 29 de febrero de 1936 y el 12 de marzo de 1937. La isla fue nombrada por Rymill en honor a Barbara Lempriere Debenham (1917-?), hija de Frank Debenham, miembro del comité asesor de dicha expedición.

## Sitio histórico
Desde 2004, Argentina mantiene en el islote un mausoleo, donde descansan las cenizas del general Hernán Pujato (primer director del Instituto Antártico Argentino) y su esposa, como también del mayor Gustavo Giró Tapper y del capitán Santiago Farrel. Las cenizas de Pujato fueron llevadas por su propia voluntad, al cumplirse el 100 aniversario del inicio de la presencia argentina en la Antártida.

## Reclamaciones territoriales
Argentina incluye el islote Bárbara en el departamento Antártida Argentina dentro de la provincia de Tierra del Fuego, Antártida e Islas del Atlántico Sur; para Chile forman parte de la comuna Antártica de la provincia Antártica Chilena dentro de la Región de Magallanes y de la Antártica Chilena; y para el Reino Unido integran el Territorio Antártico Británico. Las tres reclamaciones están sujetas a las disposiciones del Tratado Antártico.
Nomenclatura de los países reclamantes: 
- Argentina: islote Bárbara[6][7]
- Chile: isla Bárbara[2]
- Reino Unido: Barbara Island[3]